# Opalinopsidae
Ordre
Famille
Les Opalinopsidae, seuls représentants de l'ordre des Astomatophorida, sont une famille d'eucaryotes unicellulaire de l'embranchement des ciliés.

## Liste des genres
Selon le World Register of Marine Species (17 août 2023) :
- Chromidina Gonder, 1905
- Opalinopsis Foettinger, 1881

## Publications originales
- Ordre des Astomatophorida :
  - (ru) A.V. Jankowski (d), « [The origin of the order Apostomatida Chatton and Lwoff] », Problems of Sea Biology. Abstracts of Symposium of Young Scientists, Kiev,‎ 1966, p. 137–140.
- Famille des Opalinopsidae :
  - (en) Marcus Hartog, « Protozoa », Cambridge Natural History, Londres, vol. 1,‎ 1906, p. 1-162 (lire en ligne, consulté le 17 août 2023).